# ماورو بلانكو
ماورو بلانكو (بالإسبانية: Mauro Blanco) (25 نوفمبر 1965 - ) هو مدرب كرة قدم ولاعب كرة قدم بوليفي في مركز الوسط. شارك مع منتخب بوليفيا لكرة القدم. أما مع النوادي، فقد لعب مع ذي سترونغيست ونادي بوليفار ونادي خورخي ويلسترمان ونادي ريال بوتوسي وأورينتي بيتروليرو وUniversitario de Sucre ‏ وMariscal Braun ‏ وإنديبندنتي بتروليرو ‏ ونادي بلومينغ.

## وصلات خارجية
- ماورو بلانكو على موقع الاتحاد الدولي (مؤرشف)  (الإنجليزية)
- ماورو بلانكو على موقع قاعدة بيانات كرة القدم.إي يو (الإنجليزية)
- ماورو بلانكو على موقع ناشيونال فوتبول تيمز (الإنجليزية)
- ماورو بلانكو على موقع عالم كرة القدم.نت (الإنجليزية)